# Sofia di Romania
Sofia di Romania (Acharnes, 29 ottobre 1957) è una principessa rumena, quartogenita di Michele I e di Anna di Borbone-Parma.

## Biografia

### Educazione

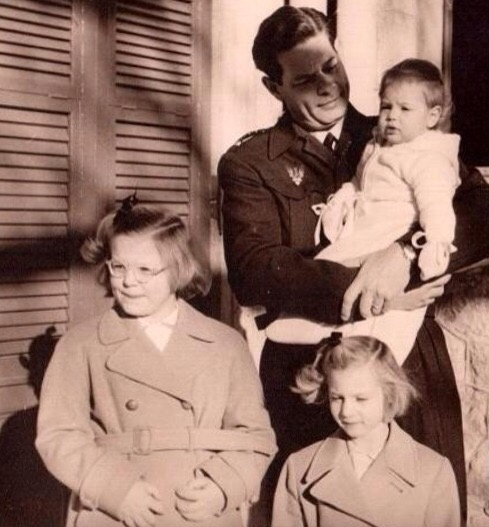
Sofia in braccio a suo padre, 1958

La principessa Sofia è nata nel 1957 al palazzo di Tatoi in Grecia, nello stesso giorno della bisnonna paterna Maria di Sassonia-Coburgo-Gotha.
Dopo aver frequentato le scuole in Svizzera e Regno Unito, studiò Belle Arti e Fotografia all'University of North Carolina ad Asheville e ottenne una laurea in graphic design e un master in fotografia alla Corcoran School of the Arts and Design.
Tuttavia, con la rivoluzione romena del 1989 interruppe gli studi per recarsi in Svizzera ad aiutare il padre presso la sua segreteria di Versoix.

### Attività e carriera

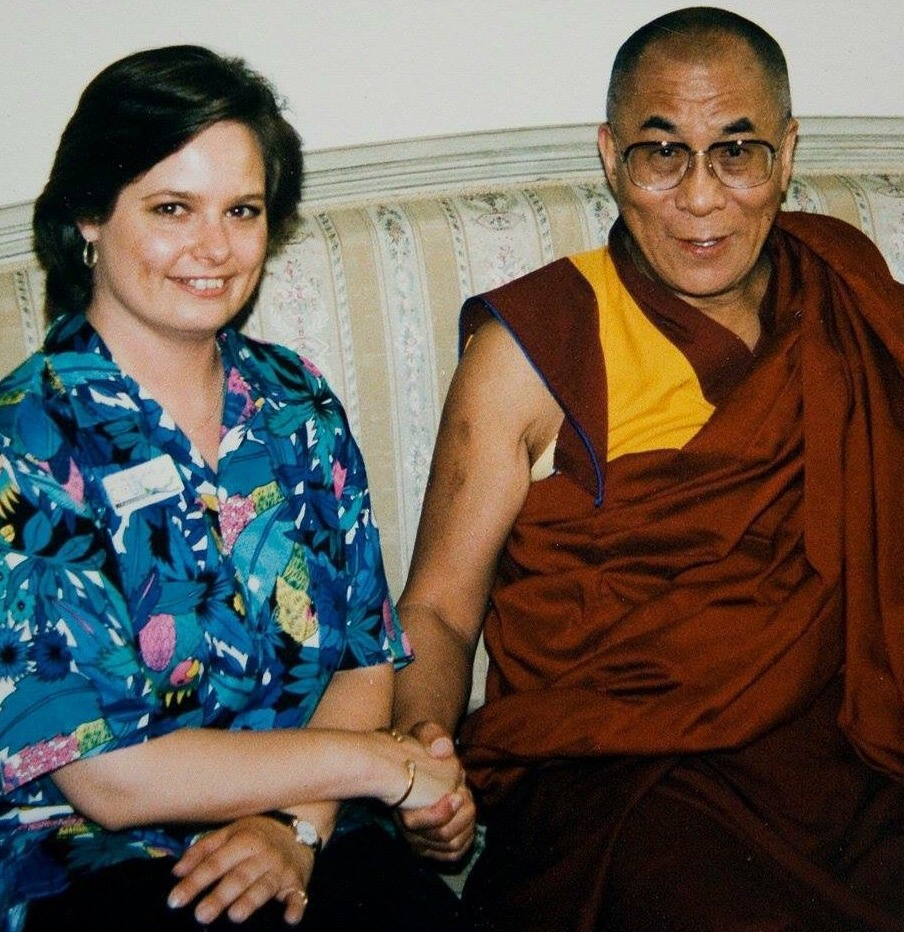
Sofia con Tenzin Gyatso, 1990

Durante gli anni '90 lavorò a progetti umanitari nella Fondazione Reale Margherita di Romania, in cui oggi è membro del consiglio di amministrazione.
È un'artista fotografica e ha esposto le sue opere a livello internazionale, vincendo il 2018 Excellence in Photography Award. Dallo stesso anno risiede in Romania.

### Matrimonio

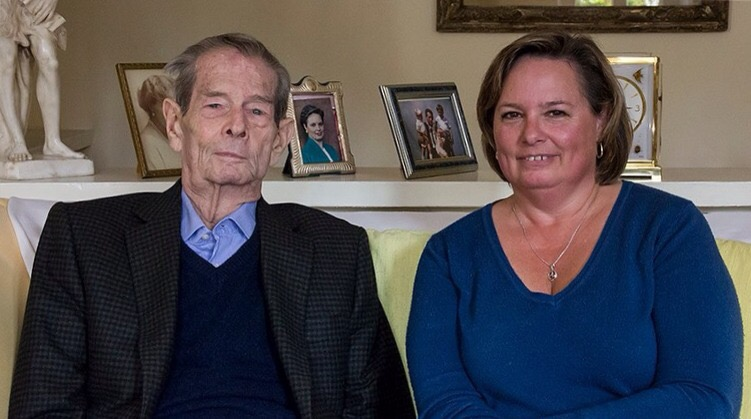
Michele I e Sofia al Palazzo di Elisabetta a Bucarest, 2014

Il 29 agosto 1998 sposò l'avvocato francese Alain-Michel Léonce Biarneix (1957) a Neuilly-sur-Seine. Divorziarono il 16 settembre 2002.

## Discendenza
Sofia di Romania e Alain Biarneix hanno avuto una figlia:
- Elisabeta-Maria Bianca Elena di Romania Biarneix (Parigi, 15 agosto 1999).

## Titoli e trattamento
- 29 ottobre 1957 - 10 maggio 2011: Sua Altezza Reale, la principessa Sofia di Romania, principessa di Hohenzollern-Sigmaringen
- 10 maggio 2011 - attuale: Sua Altezza Reale, la principessa Sofia di Romania

## Ascendenza
|                         |                    |                                 | Genitori                                  |  |  | Nonni |  |  | Bisnonni                |  |  | Trisnonni                            |  |
|                         |                    |                                 |                                           |  |  |       |  |  | Ferdinando I di Romania |  |  | Leopoldo di Hohenzollern-Sigmaringen |  |
|                         |                    |                                 |                                           |  |  |       |  |  | Ferdinando I di Romania |  |  | Leopoldo di Hohenzollern-Sigmaringen |  |
|                         |                    | Antonia di Braganza             |                                           |  |  |       |  |  | Ferdinando I di Romania |  |  |                                      |  |
| Carlo II di Romania     |                    |                                 |                                           |  |  |       |  |  | Ferdinando I di Romania |  |  |                                      |  |
|                         |                    | Maria di Sassonia-Coburgo-Gotha | Alfredo di Sassonia-Coburgo-Gotha         |  |  |       |  |  |                         |  |  |                                      |  |
|                         |                    | Maria di Sassonia-Coburgo-Gotha | Alfredo di Sassonia-Coburgo-Gotha         |  |  |       |  |  |                         |  |  |                                      |  |
|                         |                    | Maria di Sassonia-Coburgo-Gotha | Marija Aleksandrovna Romanova             |  |  |       |  |  |                         |  |  |                                      |  |
| Michele I di Romania    |                    | Maria di Sassonia-Coburgo-Gotha |                                           |  |  |       |  |  |                         |  |  |                                      |  |
|                         |                    | Costantino I di Grecia          | Giorgio I di Grecia                       |  |  |       |  |  |                         |  |  |                                      |  |
|                         |                    | Costantino I di Grecia          | Giorgio I di Grecia                       |  |  |       |  |  |                         |  |  |                                      |  |
|                         |                    | Costantino I di Grecia          | Ol'ga Konstantinovna Romanova             |  |  |       |  |  |                         |  |  |                                      |  |
| Irene di Grecia         |                    | Costantino I di Grecia          |                                           |  |  |       |  |  |                         |  |  |                                      |  |
|                         |                    | Sofia di Prussia                | Federico III di Germania                  |  |  |       |  |  |                         |  |  |                                      |  |
|                         |                    | Sofia di Prussia                | Federico III di Germania                  |  |  |       |  |  |                         |  |  |                                      |  |
|                         |                    | Sofia di Prussia                | Vittoria di Sassonia-Coburgo-Gotha        |  |  |       |  |  |                         |  |  |                                      |  |
| Sofia di Romania        |                    | Sofia di Prussia                |                                           |  |  |       |  |  |                         |  |  |                                      |  |
|                         | Roberto I di Parma | Carlo III di Parma              |                                           |  |  |       |  |  |                         |  |  |                                      |  |
|                         | Roberto I di Parma | Carlo III di Parma              |                                           |  |  |       |  |  |                         |  |  |                                      |  |
|                         | Roberto I di Parma | Luisa Maria di Borbone-Francia  |                                           |  |  |       |  |  |                         |  |  |                                      |  |
| Renato di Borbone-Parma | Roberto I di Parma |                                 |                                           |  |  |       |  |  |                         |  |  |                                      |  |
|                         |                    | Maria Antonia di Braganza       | Michele del Portogallo                    |  |  |       |  |  |                         |  |  |                                      |  |
|                         |                    | Maria Antonia di Braganza       | Michele del Portogallo                    |  |  |       |  |  |                         |  |  |                                      |  |
|                         |                    | Maria Antonia di Braganza       | Adelaide di Löwenstein-Wertheim-Rosenberg |  |  |       |  |  |                         |  |  |                                      |  |
| Anna di Borbone-Parma   |                    | Maria Antonia di Braganza       |                                           |  |  |       |  |  |                         |  |  |                                      |  |
|                         |                    | Valdemaro di Danimarca          | Cristiano IX di Danimarca                 |  |  |       |  |  |                         |  |  |                                      |  |
|                         |                    | Valdemaro di Danimarca          | Cristiano IX di Danimarca                 |  |  |       |  |  |                         |  |  |                                      |  |
|                         |                    | Valdemaro di Danimarca          | Luisa d'Assia-Kassel                      |  |  |       |  |  |                         |  |  |                                      |  |
| Margherita di Danimarca |                    | Valdemaro di Danimarca          |                                           |  |  |       |  |  |                         |  |  |                                      |  |
|                         |                    | Maria d'Orléans                 | Roberto d'Orléans                         |  |  |       |  |  |                         |  |  |                                      |  |
|                         |                    | Maria d'Orléans                 | Roberto d'Orléans                         |  |  |       |  |  |                         |  |  |                                      |  |
|                         |                    | Maria d'Orléans                 | Francesca Maria d'Orléans                 |  |  |       |  |  |                         |  |  |                                      |  |
|                         |                    | Maria d'Orléans                 |                                           |  |  |       |  |  |                         |  |  |                                      |  |